# Hauptbootsmann
Der Hauptbootsmann ist einer der Dienstgrade der Bundeswehr für Marineuniformträger. Gesetzliche Grundlage ist die Anordnung des Bundespräsidenten über die Dienstgradbezeichnungen und die Uniform der Soldaten und das Soldatengesetz.

## Dienstgradabzeichen
Die Dienstgradabzeichen des Hauptbootsmanns zeigen einen Kopfwinkel mit der Spitze nach oben auf beiden Unterärmeln. Ähnlich gestaltet sind die Schulterabzeichen. Die Schulterklappen sind zusätzlich mit einer geschlossenen Tresse umrandet.

## Sonstiges
Die Dienstgradbezeichnung ranggleicher Luftwaffen- und Heeresuniformträger lautet Hauptfeldwebel. Hinsichtlich Befehlsgewalt, Ernennung, Sold, den nach- und übergeordneten Dienstgraden, ähnlich auch hinsichtlich der Dienststellungen sind Hauptbootsleute und Hauptfeldwebel gleichgestellt. Beide Dienstgrade wurden 1957 neu geschaffen.
| Unteroffizierdienstgrad |                                                                 |                               |
| Niedrigerer Dienstgrad |                                                                 | Höherer Dienstgrad            |
| Oberfeldwebel Oberbootsmann | Hauptfeldwebel Hauptbootsmann Oberfähnrich Oberfähnrich zur See | Stabsfeldwebel Stabsbootsmann |
| Dienstgradgruppe: Mannschaften – Unteroffiziere o.P. – Unteroffiziere m.P. – Leutnante – Hauptleute – Stabsoffiziere – Generale |                                                                 |                               |